# Peso dominicano
O peso dominicano é a atual unidade monetária da República Dominicana. O peso dominicano é dividido em cem centavos. Seu símbolo é RD$.

## Moedas
As moedas do peso dominicano que estão atualmente em circulação são:
- 1 RD$
- 5 RD$
- 10 RD$
- 25 RD$